# Calyptorete ijimai
Calyptorete ijimai är en svampdjursart som beskrevs av Okada 1925. Calyptorete ijimai ingår i släktet Calyptorete och familjen Euretidae.
Artens utbredningsområde är havet kring Japan. Inga underarter finns listade i Catalogue of Life.